# Universidad Politécnica de Yucatán
La Universidad Politécnica de Yucatán (UPY) es una institución universitaria mexicana de educación superior de carácter público y descentralizado del Gobierno del Estado de Yucatán. Su sede se localiza en el municipio de Ucú y es la primera de su tipo en el país en enfocarse en áreas como robótica, ciencias de la computación e informática con proyecciones a nivel internacional.
La institución, que fue inaugurada en 2016 ofreciendo carreras de alta especialización en el campo de las tecnologías de la información y la comunicación (TICs), pertenece al subsistema de Universidades Tecnológicas y Politécnicas de la Secretaría de Educación Pública (SEP), regida bajo el modelo Bilingüe, Internacional y Sustentable (BIS), único en su tipo en toda Latinoamérica por su nivel de vanguardia y su énfasis en el dominio del idioma inglés como medio de innovación e investigación en el contexto de la globalización.
La universidad ofrece cuatro carreras en ingeniería a nivel de licenciatura, a saber, datos, sistemas embebidos computacionales, robótica computacional y ciberseguridad.

## Galería

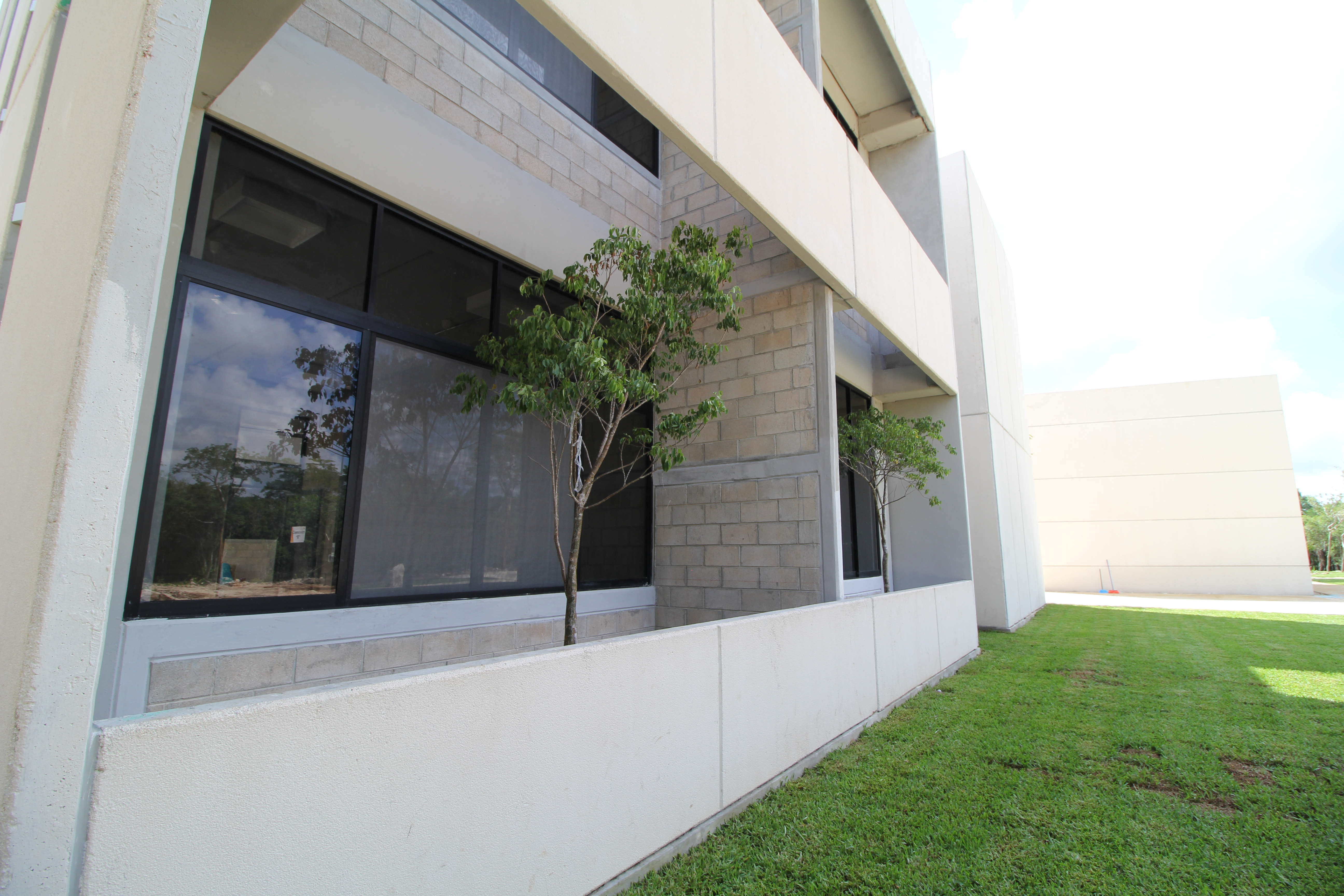
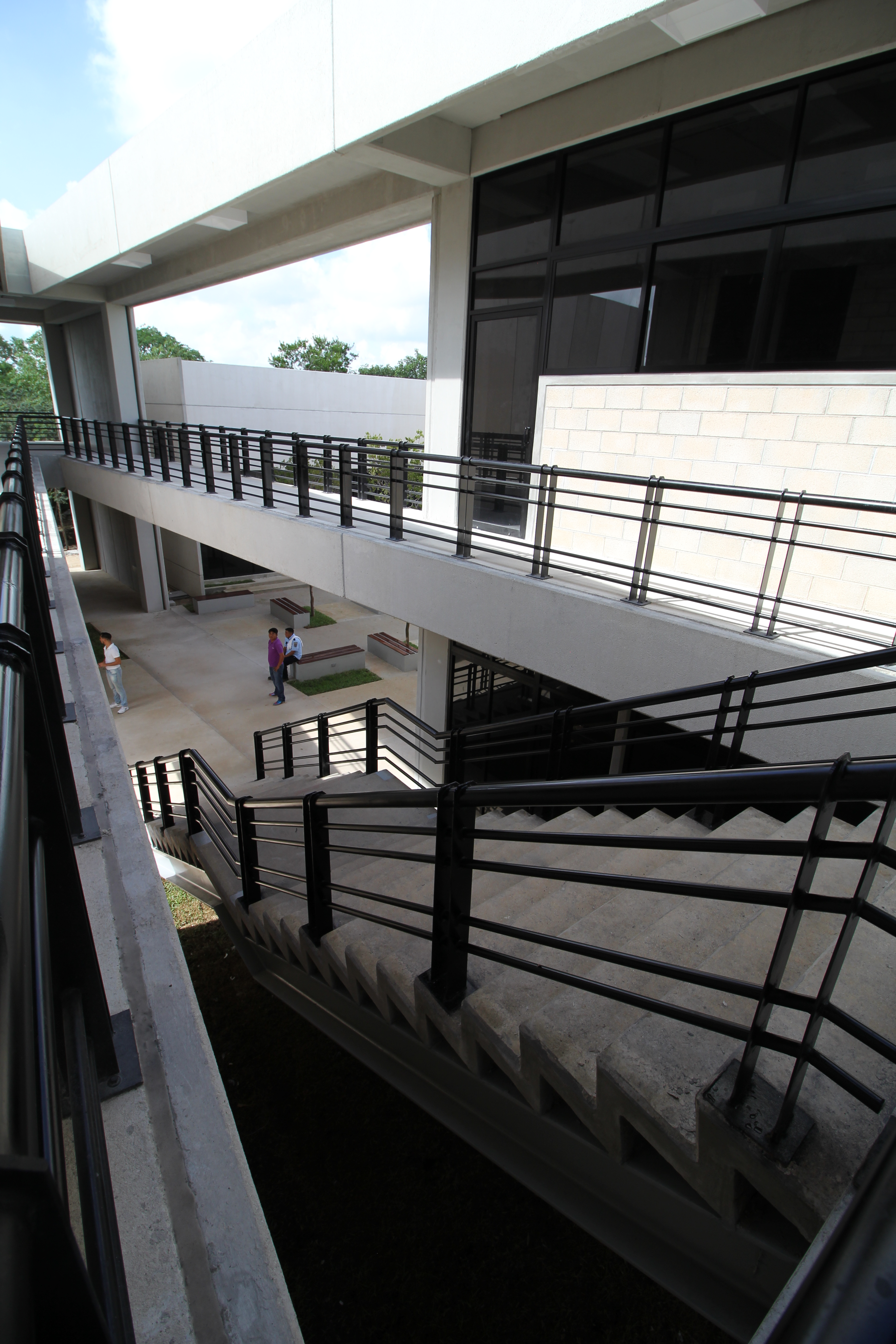
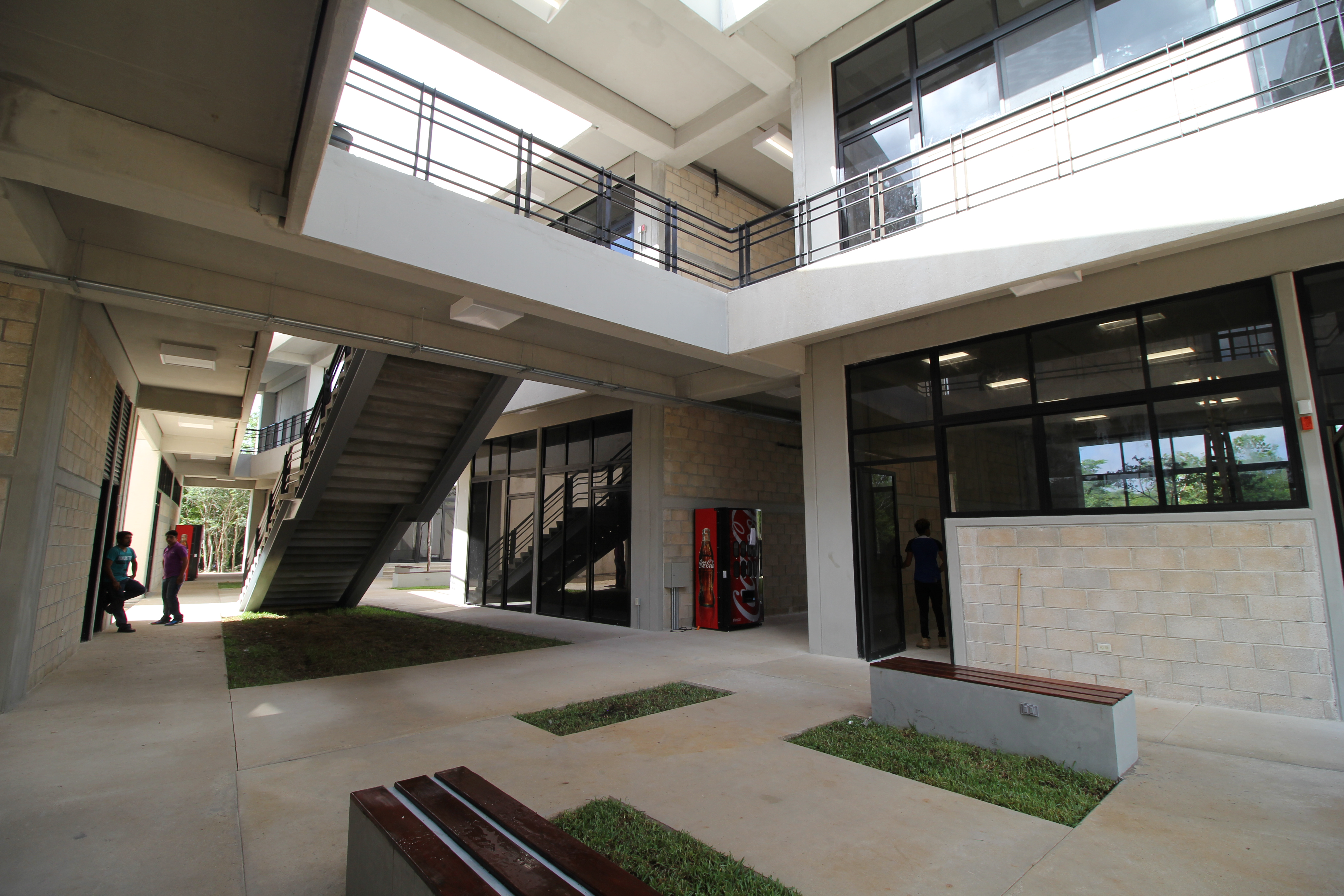
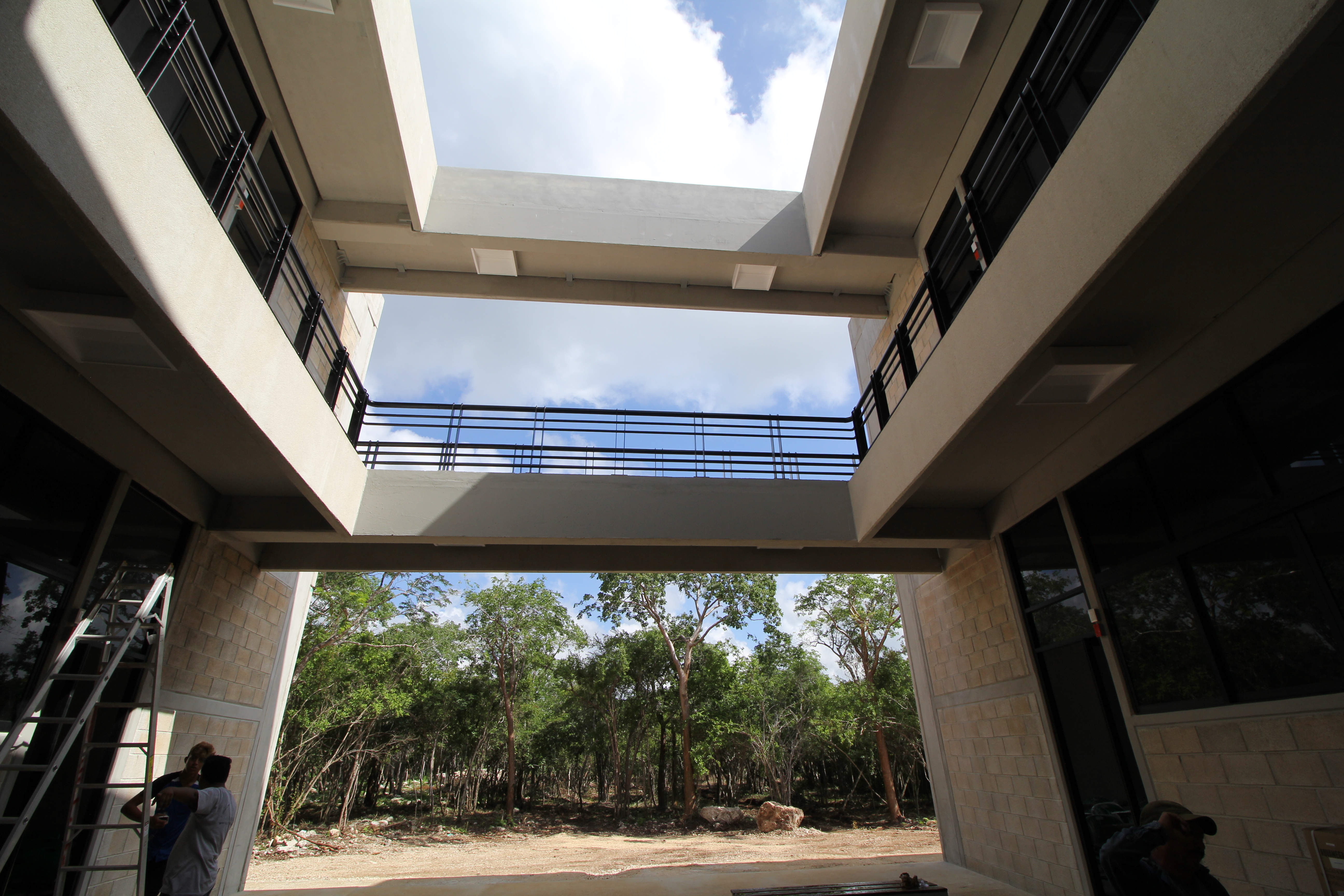
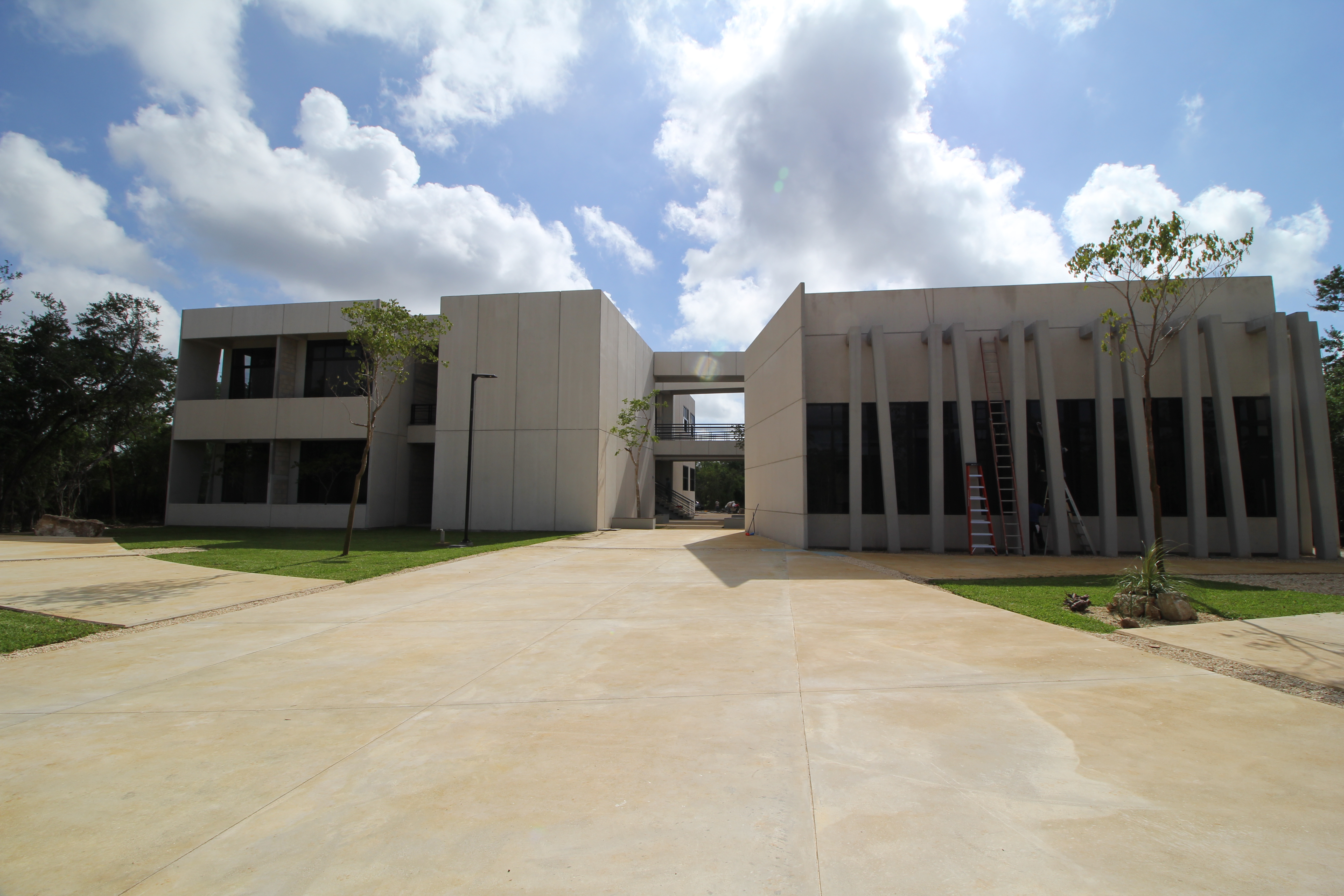